# Aher Kämpe
Die Aher Kämpe ist ein Naturschutzgebiet in der niedersächsischen Stadt Rinteln im Landkreis Schaumburg.
Das Naturschutzgebiet mit dem Kennzeichen NSG HA 023 ist 31 Hektar groß. Es grenzt im Norden und Südwesten an das Landschaftsschutzgebiet „Wesertal im Bereich der Stadt Rinteln“. Das Naturschutzgebiet steht seit dem 29. September 1951 unter Naturschutz. Zuständige untere Naturschutzbehörde ist der Landkreis Schaumburg.
Das Naturschutzgebiet liegt in der Weserniederung zwischen Engern und Ahe innerhalb des Naturparks Weserbergland Schaumburg-Hameln. Bei der Aher Kämpfe handelt es sich um eine alte Weserflutmulde, die von Grünland mit zahlreichen Hecken umgeben ist. Daneben sind Kopfweiden und weitere Gehölze zu finden.